# Thyropisthus ligulus
Thyropisthus ligulus är en mångfotingart som beskrevs av Demange 1961. Thyropisthus ligulus ingår i släktet Thyropisthus och familjen Harpagophoridae. Inga underarter finns listade i Catalogue of Life.